# In Fear and Faith
In Fear and Faith — американская рок-группа, образованная в Сан-Диего (штат Калифорния) в 2006 году. В настоящее время группа подписала контракт с Rise Records и выпустила три студийных альбома и три мини-альбома. Их дебютный полноформатный альбом Your World on Fire, выпущенный в 2008 году, почти через год после подписания контракта, достиг 193-го места в Billboard 200. Их второй полноценный альбом Imperial был выпущен в следующем году и оказался ещё успешней, заняв 4-ю позицию в рейтинге Top Heatseekers в США.

## История
In Fear and Faith в 2006 году основали Дэви Оуэнс, Медхи Нироманд, Тайлер Макэлхани, Джарред де Армас, Майкл Гай и Рамин Нироманд во время посещения средней школы. Группа записала одноимённый EP, содержащий четыре трека, в том же году. Релиз не принёс коллективу никакого успеха и вскоре вокалист Джарред, клавишник Майкл и гитарист Дэви покинули его. Музыканты решили разделить вокальные партии на двух исполнителей — были приняты два новых вокалиста: Коди Андерсон, в качестве скриммера и Тайлер Смит, для исполнения партий чистого вокала. На замену ушедшему клавишнику никого брать не стали, гитарист Рамин Нироманд сам стал исполнять клавишные партии в студии. Место нового гитариста занял Ной Слифка.
В новом составе группа приступила к записи второго EP, который получил название «Voyage» и был выпущен на iTunes 17 декабря 2007 года. Он оказался весьма успешен коммерчески. После релиза «Voyage» группой заинтересовался лейбл Rise Records и в начале 2008 года музыканты подписали с ними контракт. Затем участники собирались приступить к записи дебютного полноформатного альбома, но Тайлер Смит объявил, что покидает группу и присоединяется к Greeley Estates в качестве бас-гитариста. Немного позже был выпущен первый клип на песню «Live Love Die», но в нём отсутствовал Тайлер, после чего музыканты начали поиск нового вокалиста, которым стал Скотт Барнс. Пробой пера нового участника стал трек «Gangsta’s Paradise» (кавер на одноимённую песню рэпера Coolio), его выложили для бесплатного скачивания на официальном сайте.
В середине 2008 года группа наконец преступила к записи альбома, который получил название «Your World on Fire», он был выпущен 6 января 2009 в США. На этом альбоме 10 треков, два из которых были взяты с EP «Voyage» и перезаписаны, это «The Taste of Regret» и «Live Love Die». Также в его записи участвовали приглашённые вокалисты: Крэйг Оуэнс из Chiodos (к слову, уже покинувший коллектив) в песне «The Road to Hell Is Paved with Good Intentions» и Джереми МакКиннон из A Day to Remember в песне «Strength in Numbers». Альбом занял 193 место в чарте Billboard 200. После его релиза музыканты отправились в свой первый тур, вместе с ними участвовали: Gwen Stacy, Our Last Night, Vanna, The Human Abstract, Life in Your Way, Burden of a Day, Lower Definition, Confide, VersaEmerge and Here I Come Falling, Emarosa, I See Stars, Our Last Night, Burden of a Day and Broadway, They toured in A Winter to Remember with Agraceful, Motionless in White, In This Moment. На песни «Your World on Fire» и «The Road to Hell Is Paved with Good Intentions» были сняты видеоклипы.
В декабре 2009 года музыканты анонсировали на своей странице Facebook, что приступили к записи второго альбома «Imperial», который был выпущен 15 Июня 2010. В отличие от дебютного полноформатника в его записи не принимали участие приглашённые музыканты. Были выпущены видеоклипы на песни «Bones» и «Counselor». В конце 2010 года скриммер Коди Андерсон заявил о том, что покидает коллектив, не объяснив однозначно причину такого решения. Замену ему искать не стали, и отныне Скотт Барнс один исполняет все вокальные партии.
3 мая 2011 был выпущен новый EP Symphonies, состоящий из симфонических ремиксов некоторых песен группы, в его записи опять принимали участие некоторые приглашённые музыканты, в том числе их бывший вокалист Тайлер Смит. В том же году покинули группу бас-гитарист и основатель коллектива Тайлер МакЭлханей и ритм-гитарист Ной Слифка. Новым гитаристом стал Шон Белл, а новым басистом стал вернувшийся в состав коллектива Джерред ДеАрмас.
16 октября 2012 был выпущен третий, одноимённый альбом, все вокальные партии на котором (и чистые и агрессивные) принадлежат Барнсу.
В начале 2013 года группу покидают основатели и главная движущая сила — братья Нироманд. Ввиду этого, больше года будущее группы оставалось под вопросом. Джарред, оставшись единственным оригинальным участником, долго не мог решить спор по поводу авторских прав и сначала планировал изменить название коллектива. 6 июня 2014 года группа впервые за два года отыграла концерт в г. Лос-Анджелес. В нём приняли участие те, кто ранее покинули коллектив: гитарист Ной Слифка, басист Тайлер МакЭлхани, вокалист Коди Андерсон, место барабанщика занял Чейз Уитни (участник End the Century, Two from Evil). Позже было объявлено, что музыканты приступили к записи нового альбома, однако из-за проблем с авторскими правами, после ухода братьев Нироманд, до сих пор выпустить его не могут. В 2016 году был выпущен новый сингл «No Fear, No Faith», звучание которого кардинально отличается от всех остальных песен группы: в нём полностью отсутствует чистый вокал и электронная составляющая.
В начале 2017 года было объявлено, что группа берёт перерыв на неопределённое время.

## Участники
Текущий состав
- Скотт Барнс — фронтмен (с 2010 года), вокал (2008—2010)
- Шон Белл — ритм-гитара (с 2011 года)
- Ной Слифка — ритм-гитара (2007—2011) (c 2014 года)
- Тайлер МакЭлхэни — бас-гитара, бэк-вокал (2006—2011) (с 2014 года)
- Джарред де Армас — бас-гитара, бэк-вокал (с 2011 года), фронтмен (2006—2007)
- Чейз Уитни — ударные (с 2014 года)
- Коди Андерсон — вокал (2007—2010) (с 2014 года)

Бывшие участники
- Майкл Гай — клавишные, бэк-вокал (2006—2007)
- Дэви Оуэнс — ритм-гитара (2006—2007)
- Тайлер Смит — вокал (2007—2008)
- Медхи Нироманд — ударные (с 2006—2013)
- Рамин Нироманд — соло-гитара, клавишные, фортепиано (2006—2013)

## Дискография
Студийные альбомы
| Год             | Название           | Лейбл | Позиция | Позиция  | Позиция | Позиция   |
| Год             | Название           | Лейбл | Top 200 | US Indie | US Heat | Hard Rock |
| --------------- | ------------------ | ----- | ------- | -------- | ------- | --------- |
| 6 января 2009   | Your World on Fire | Rise  | 193     | 23       | 8       | -         |
| 15 июня 2010    | Imperial           | Rise  | -       | 32       | 4       | 18        |
| 16 октября 2012 | In Fear and Faith  | Rise  | 143     | 37       | 3       | 12        |

Мини-альбомы
- In Fear and Faith (2006)
- Voyage (2007)
- Symphonies (2011)

## Видео
- «Live Love Die» (Voyage, 2008)
- «Your World on Fire» (Your World on Fire, 2009)
- «The Road to Hell Is Paved with Good Intentions» (Your World on Fire, 2009)
- «Bones» (Imperial, 2010)
- «Counselor» (Imperial, 2011)
- «Billie Jean» (Michael Jackson cover)